# Jemenlerche

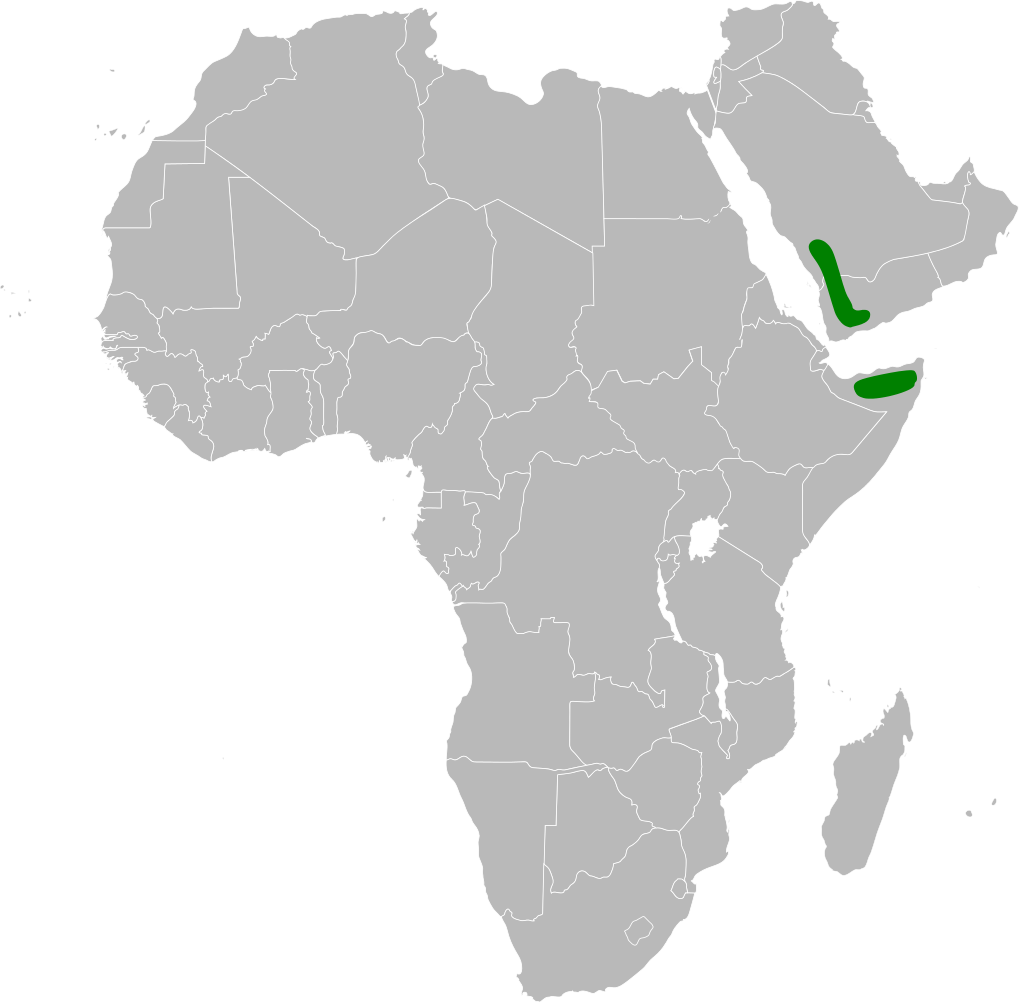
Verbreitungsgebiet der Jemenlerche

Die Jemenlerche (Calandrella eremica) ist eine Art aus der Familie der Lerchen. Sie entspricht in ihren Körperproportionen der unter anderem in Südeuropa vorkommenden Kurzzehenlerche, ist allerdings etwas kleiner. Ihr Verbreitungsgebiet liegt im Südwesten der Arabischen Halbinsel und in Somalia. Es werden zwei Unterarten unterschieden.

## Merkmale
Die Jemenlerche ähnelt der Blanfordlerche, als deren Unterart sie früher gesehen wurde. Es besteht kein Geschlechtsdimorphismus.

## Verbreitungsgebiet und Lebensraum
Das Verbreitungsgebiet der Jemenlerche ist der Norden Somalias und der Südwesten der arabischen Halbinsel. Sie ist in ihrem gesamten Verbreitungsgebiet ein Standvogel. Ihr Lebensraum sind steinige Halbwüsten.

## Lebensweise
Die Lebensweise ist noch nicht abschließend untersucht. Vermutlich weist die Jemenlerche ähnliche Verhaltensweisen wie die Rotkappenlerche auf.

## Unterarten
Es werden zwei Unterarten unterschieden:
- C. e. eremica (Reichenow & Peters, JL, 1932) – Nominatform, kommt im Südwesten der Arabischen Halbinsel vor.
- C. e. daaroodensis White, CMN, 1960 – kommt im Norden von Somalia vor.

Bis vor kurzem galt die Jemenlerche als Unterart der Blanfordlerche (Calandrella blanfordi), nun wird sie aber wieder als eigene Art geführt, der nun aber auch die Unterart daaroodensis zugeordnet wurde. Da die Abgrenzung von Unterarten, Arten und Gattungen im Komplex Calandrella / Alaudala nach wie vor im Gang ist, ist es möglich, dass Teile dieser Zuordnung nochmals revidiert werden müssen.

## Einzelbelege
1. 1 2 3  Pätzold: Kompendium der Lerchen. S. 265.
2. ↑  IOC World Bird List 6.4. In: IOC World Bird List Datasets. doi:10.14344/ioc.ml.6.4 (englisch, worldbirdnames.org).